# Porečje Amazonke
Porečje Amazonke je del Južne Amerike, ki ga odmaka reka Amazonka in njeni pritoki. Porečje Amazonke pokriva površino približno 6.300.000 km² ali približno 35,5 % južnoameriške celine. Leži v državah Bolivija, Brazilija, Kolumbija, Ekvador, Gvajana, Peru, Surinam in Venezuela.
Večino porečja pokriva amazonski deževni gozd, znan tudi kot Amazonija. S 5,5 milijona km2 gostih tropskih gozdov je to največji deževni gozd na svetu.

## Geografija
Reka Amazonka izvira v Andih na zahodu porečja s svojima glavnima pritokoma reko Marañón in reko Apurimac v Peruju. Najvišja točka v porečju Amazonije je drugi največji vrh Yerupajá s 6635 metri.
Z dolžino približno 6400 km, preden se izlije v Atlantski ocean, je ena od dveh najdaljših rek na svetu. Skupina znanstvenikov je trdila, da je Amazonka daljša od Nila, vendar se razprava o njeni natančni dolžini nadaljuje.
Amazonski sistem prevaža največjo količino vode vseh rečnih sistemov, kar predstavlja približno 20 % celotne vode, ki jo reke prenašajo v oceane.
Nekateri amazonski deževni gozdovi so krčeni zaradi povečanja živinoreje in sojinih polj.
Amazonsko porečje je v zgodovini odtekalo proti zahodu do Tihega oceana, dokler niso nastali Andi, zaradi česar je porečje odtekalo proti vzhodu proti Atlantskemu oceanu.
Politično je bazen razdeljen na Perujsko Amazonijo, Brazilsko Amazonijo, regijo Amazonijo v Kolumbiji ter dele Bolivije, Ekvadorja in venezuelsko državo Amazonas.

## Rastlinstvo
Rastlinstvo je zaradi obilnih padavin in gostih in obsežnih zimzelenih in iglastih gozdov sorazmerno visoko, raznolikost živalskih prebivalcev pa je gosta. Le malo sončne svetlobe doseže tla zaradi goste strehe rastlin. Tla ostajajo temna in vlažna in tu bo rasla le na senco odporna vegetacija. Orhideje in bromelije (Bromeliaceae) izkoriščajo drevesa in druge rastline, da se približajo sončni svetlobi. Rastejo viseče na vejah ali drevesnih deblih z zračnimi koreninami, ne kot paraziti, ampak kot epifiti. Vrste tropskih dreves, ki izvirajo iz Amazonije, so bertolecija, brazilski kavčukovec in palma açaí.

## Živalstvo

### Sesalci
V Amazoniji najdemo več kot 1400 vrst sesalcev, od katerih je večina vrst netopirjev in glodavcev. Večji sesalci so jaguar, ozelot, kapibara, puma in južnoameriški tapir (Tapirus terrestris).

### Ptice
Približno 1500 vrst ptic naseljuje porečje Amazonke. Biotska raznovrstnost Amazonije in veliko število raznolikih vrst ptic je podana s številom različnih družin ptic, ki prebivajo v teh vlažnih gozdovih. Primer takega bi bila družina Cotingidae, ki ji pripada gvajanski petelin (Rupicola rupicola). Tu najdemo tudi ptice, kot so tukani in kolibriji. Ara je znana po tem, da se na stotine ptic nabira vzdolž glinastih pečin reke Amazonke.

### Plazilci
Zelena anakonda (Eunectes murinus) živi v plitvih vodah Amazonije, smaragdni drevesni udav (Corallus caninus) in navadni udav pa živita v krošnjah amazonskih dreves.
Številne vrste plazilcev se nezakonito zbirajo in izvažajo v mednarodni trgovini s hišnimi ljubljenčki. Žive živali so četrto največje blago v tihotapski industriji za drogami, diamanti in orožjem.

### Dvoživke
Več kot 1500 vrst dvoživk plava in jih najdemo v Amazoniji. Za razliko od zmernih žab, ki so večinoma omejene na habitate blizu vode, so tropske žabe najbolj razširjene na drevesih in relativno malo jih najdemo v bližini vodnih teles na gozdnih tleh. Razlog za to je precej preprost: žabe morajo svojo kožo vedno ohranjati vlažno, saj skoraj polovica dihanja poteka skozi kožo. Visoka vlažnost deževnega gozda in pogoste nevihte dajejo tropskim žabam neskončno več svobode, da se premikajo po drevesih in pobegnejo številnim plenilcem voda deževnega gozda. Razlike med zmernimi in tropskimi žabami segajo izven njihovega habitata.

### Vodno življenje
Iz porečja Amazonke je znanih približno 2500 vrst rib, po ocenah pa obstaja več kot 1000 dodatnih neopisanih vrst. To je več kot katero koli drugo porečje na Zemlji, Amazonija pa je središče raznolikosti neotropskih rib. Približno 45 % (več kot 1000 vrst) znanih amazonskih vrst rib je endemičnih za porečje. Izjemno bogastvo vrst je mogoče deloma razložiti z velikimi razlikami med različnimi deli porečja Amazonke, kar ima za posledico številne vrste rib, ki so endemične za majhne regije. Na primer, živalstvo v čistih rekah se razlikuje od favne v belih in črnovodnih rekah, favna v počasi tekočih odsekih kaže izrazite razlike v primerjavi s tistimi v brzicah, favna v majhnih potokih se razlikuje od tiste v večjih rekah in favna v plitvih odsekih kaže izrazite razlike v primerjavi na to v globokih delih. Daleč najbolj raznolika reda v Amazoniji sta Characiformes (43 % vseh vrst rib v Amazoniji) in Siluriformes – somi (39 %), druge skupine s številnimi vrstami pa so Cichlidae – ostrižniki (6 %) in Gymnotiformes (3 %).
Poleg velikih razlik v obnašanju in ekologiji se amazonske ribe močno razlikujejo po obliki in velikosti. Največji, arapaima in piraiba ( Brachyplatystoma filamentosum), lahko dosežeta 3 m ali več v dolžino in do 200 kg v teži, zaradi česar sta eni največjih strogo sladkovodnih rib na svetu. Morski bik (Carcharhinus leucas) in pilarji, ki so bile zabeležene daleč v Amazoniji, lahko dosežejo še večje velikosti, vendar so evrihalne in jih pogosto vidimo v morskih vodah. V nasprotju z velikani obstajajo amazonske ribe iz več družin, ki so dolge manj kot 2 cm. Najmanjši so verjetno speči bički Leptophilypnion, ki ne presegajo 1 cm in so med najmanjšimi ribami na svetu.
Amazonija omogoča zelo velik ribolov, vključno z dobro znanimi vrstami velikih somov (kot je Brachyplatystoma, ki opravljajo dolge gnezditvene selitve navzgor po Amazonki), arapaima in črni paku (Colossoma macropomum), in je tudi dom številnih vrst, ki so pomembne v trgovini z akvariji, kot je npr. kot oskar, diskus, skalarka (Pterophyllum), som Corydoras in navadna neonka (Paracheirodon innesi). Čeprav je resnična nevarnost, ki jo predstavljajo, pogosto močno pretirana, je v porečju Amazonke dom številnim strašljivim vrstam rib, kot so piranje (vključno s slavno Pygocentrus nattereri), električna jegulja (Electrophorus), rečni biči (Potamotrygonidae) in kandiru (Vandellia cirrhosa).
V Amazoniji najdemo več vrst jamskih rib iz rodu Phreatobius, prav tako Astroblepus pholeter, ki živi v jami, v skrajnem zahodnem delu porečja (Andska regija). Porečje reke Tokantins, ki verjetno ni del porečja Amazonke, ima več drugih vrst jamskih rib. Globlji del večjih amazonskih rek je vedno temen in nekaj vrst ima prilagoditve, podobne jamskim ribam (zmanjšan pigment in oči). Med temi so somi Compsaraia in Orthosternarchus, nekaj somov Cetopsis (zlasti C. oliveirai), nekaj Xyliphius in Micromyzon, ter somi Loricaria spinulifera, L. pumila, Peckoltiylus Pampholtiakia, Panaque bathyphilus in Panaqolus nix (teh pet se pojavlja tudi v "normalnih" oblikah plitvih voda). Morda najbolj nenavaden življenjski prostor, ki ga uporabljajo amazonske ribe, je zemlja. Copella arnoldi je znana po tem, da odlaga jajčeca na rastline nad vodo in jih ohranja vlažne z nenehnim brizganjem po njih, južnoameriške plučarice Lepidosiren paradoxa lahko preživijo pod zemljo v sluzastem kokonu v sušnem obdobju, nekatere majhne morske ribe rivulidae lahko skačejo čez kopno med vodnimi viri (včasih se premikajo na sorazmerno velike razdalje, celo navkreber) in lahko namerno skočijo na kopno, da bi pobegnili od vodnih plenilcev, in neopisana vrsta črvičastega soma Phreatobius živi v premočeni listni stelji blizu (ne v) tokovih.
Nekatere glavne skupine rib v porečju Amazonke vključujejo:
- Red Gymnotiformes: neotropske električne ribe
- Red Characiformes: characidae, Copella arnoldi in sorodniki
- Družina Potamotrygonidae: rečni biči
- Družina Arapaimidae: koščeni jeziki
- Družina Loricariidae: sesalni somi
- Družina Callichthyidae: oklepni somi
- Družina Pimelodidae: somi z dolgimi brki
- Družina Trichomycteridae: parazitski somi
- Družina Auchenipteridae: naplavljeni somi
- Poddružina Cichlinae: ostrižniki
- Poddružina Geophaginae: zemljojedi in neotropski pritlikavi ciklidi
- Poddružina Poeciliinae: gupiji in sorodniki

### Insekti
Več kot 90 % živalskih vrst v Amazoniji so žuželke, od tega je približno 40 % hroščev (Coleoptera predstavlja skoraj 25 % vseh znanih vrst živalskih življenjskih oblik.)
Medtem ko ima vsa Evropa približno 321 vrst metuljev, ima narodni park Manú v Peruju (raziskava 4000 hektarjev) 2300 vrst, medtem ko nacionalni rezervat Tambopata (raziskava 5500 hektarjev) ima najmanj 1231 vrst.

## Podnebje in letni časi
Porečje reke Amazonke ima sezono nizke vode in mokro sezono, v kateri reke poplavljajo sosednje nizko ležeče gozdove. Podnebje v kotlini je na splošno vroče in vlažno. Na nekaterih območjih pa lahko zimski meseci (junij–september) prinesejo mraz, ki ga poganjajo antarktični vetrovi, ki potujejo po sosednjem gorovju. Povprečna letna temperatura je okoli 25 stopinj in 28 stopinj Celzija brez razlike med poletnimi in zimskimi letnimi časi.

## Človeški življenjski slog
Amazonija je redko poseljena. V notranjosti so razpršena naselja, vendar večina prebivalstva živi v nekaj večjih mestih na bregovih Amazonke in drugih večjih rek, na primer v Iquitosu, departma Loreto v Peruju, Manausu, država Amazonas in Belém, država Pará. V mnogih regijah je bil gozd posekan za nasade soje in živinorejo (najobsežnejša negozdna raba zemljišča); nekateri prebivalci nabirajo lateks divjega kavčuka in brazilske oreščke. To je oblika ekstraktivnih kmetij, kjer drevesa ne sekajo. To so razmeroma trajnostne dejavnosti v nasprotju s sečnjo lesa ali kmetijstvom, ki je odvisno od čiščenja deževnega gozda. Ljudje živijo v hišah s slamnato streho, ki so podobne čebelnjakom. Gradijo tudi stanovanjske hiše, imenovane "Maloca", s strmo poševno streho.

## Jeziki
Najbolj razširjena jezika v Amazoniji sta portugalščina in španščina. Na brazilski strani portugalščino govori vsaj 98 % prebivalstva, medtem ko je v špansko govorečih državah prisotnih veliko število govorcev avtohtonih jezikov, čeprav prevladuje španščina.
V Amazoniji se še vedno govori na stotine domačih jezikov, od katerih jih večino govori le peščica ljudi, zato so kritično ogroženi.

## Domorodna ljudstva
Ker vemo, da je 80 % porečja pokrito z amazonskim deževnim gozdom, je jasno, da je tu živelo tudi veliko plemenskih skupin; ocenjuje se, da je tu že več sto let živelo več kot 400 plemenskih skupin s svojo kulturo, jezikom in življenjskim slogom in je tudi dom 1 milijona indijancev. Danes je skupna populacija Amazonskega bazena 1,5 milijona porazdeljenih v 400 plemenskih skupin. Obstaja 100 plemen brez stikov. Rečeno je celo, da le malo plemen sploh prakticira kanbalizem, ki je praksa prehranjevanja ljudi. 
Največja organizacija, ki se bori za domorodna ljudstva na tem območju, je COICA. To je nadorganizacija, ki zajema vse organizacije za pravice domorodcev, ki delujejo na območju porečja Amazonke, in pokriva ljudi, ki živijo v več državah.

## Rečna trgovina
Reka je glavna pot za prevoz ljudi in pridelkov v regijah, s prevoznimi sredstvi, ki segajo od splavov iz balze in kanujev do ročno izdelanih lesenih rečnih plovil in sodobnih plovil z jeklenim ohišjem.

## Kmetijstvo
Sezonske poplave izkopljejo in prerazporedijo mulj, bogat s hranili, na plaže in otoke, kar omogoča v sušni sezoni pridelavo riža, fižola in koruze na obali reke brez dodajanja gnojil, z dodatnim požigalništvom na višjih poplavnih območjih. Ribolov zagotavlja dodatno hrano skozi vse leto, piščanci v prosti reji pa potrebujejo malo ali nič hrane, razen tiste, ki jo lahko dobijo lokalno. Oglje, proizvedeno večinoma iz gozdov in obalnih območij, se proizvaja za uporabo v urbanih območjih. Pogosto je izkoriščanje mesa, zlasti jelenov in želv.
Obsežno krčenje gozdov, zlasti v Braziliji, vodi v izumrtje znanih in neznanih vrst, zmanjšuje biotska raznovrstnost in negativno vpliva na kakovost tal, vode in zraka. Zadnji del procesa krčenja gozdov je obsežna proizvodnja oglja za industrijske postopke, kot je proizvodnja jekla. Tla v regiji so na splošno plitva in jih ni mogoče uporabljati več kot nekaj sezon brez dodajanja uvoženih gnojil in kemikalij.

## Globalna ekološka vloga / Funkcija za podnebne spremembe
»Amazonija je kritični absorber ogljika ogljikovega dioksida, toplogrednega plina, ki ga proizvajajo predvsem vulkani, vloga Amazonke je kot ponor, ki odvaja ogljikov dioksid, ki lovi toploto, iz ozračja. Trenutno svet oddaja okoli 40 milijard ton CO2 v ozračje vsako leto. Amazonka absorbira 2 milijardi ton CO2 na leto (ali 5 % letnih emisij), zaradi česar je pomemben del preprečevanja podnebnih sprememb.«
»Amazonska biotska raznovrstnost igra tudi ključno vlogo kot del globalnih sistemov, ki vpliva na svetovni cikel ogljika in s tem na podnebne spremembe, pa tudi na hidrološke sisteme hemisfere, ki služijo kot pomembno sidro za južnoameriško podnebje in padavine. Prav tako proizvaja 20 % kisika na zemlji.«